# Граса Машел
Граса Машел  (португ. произношение: [ˈɡɾasɐ mɐˈʃɛɫ]; по баща Граса Симбини, произнесено [sĩˈbĩni]) е мозамбикски и южноафрикански политик и хуманитарист.
Вдовица е на двама президенти на две различни държави: на бившия южноафрикански президент Нелсън Мандела и преди това на мозамбикския президент Самора Машел. Тя е единствената жена в историята, която е била първа дама на две различни държави – на Мозамбик (от 1975 до 1986 година) и на Южна Африка (от 1998 до 1999 година).
Защитник е на правата на жените и децата от международен мащаб, получава Орден на Британската империя за своята хуманитарна дейност през 1997 г. Член е на т.нар. Група за напредъка на Африка (включваща 10 известни личности, които се борят на най-високо ниво за справедливо и устойчиво развитие в Африка). Като член на групата експерти тя допринася за създаването на коалиция, която стимулира и разпространява знанието и насърчава вземащите решения да упражнят влияние за трайна промяна в Африка.

## Биография
Родена е в Инкадине, провинция Газа, Португалска Източна Африка (сегашен Мозамбик) 17 дни след смъртта на баща си, като най-малкото от 6 деца.
Посещава методистки мисионерски училища. Получава стипендия и учи в Лисабонския университет, Португалия, където изучава немски език и за първи път започва да се занимава с въпроси на независимостта. Владее също френски, испански, италиански, португалски и английски, както и родния си език шангаан. Симбини се връща в Португалска Източна Африка през 1973 г., работи като учител и се включва във Фронта за освобождение на Мозамбик (Фрелимо).
След извоюването на независимостта на Мозамбик през 1975 г. Симбини е назначена за министър на образованието и културата. Същата година тя се омъжва за първия президент на Мозамбик Самора Машел и приема неговото фамилно име. След напускането на министерството Граса Машел е назначена за експерт и е натоварена да работи върху съставянето на новаторския доклад на Организацията на обединените нации за въздействието на въоръжените конфликти върху децата.
През 1995 г. Граса Машел получана наградата „Нансен“ за принос към бежанците от Организацията на обединените нации в знак на признание за дългогодишната ѝ хуманитарната дейност, по-специално в името на децата-бежанци.
През 1998 г. Граса Машел е сред двамата победители за наградата Север-Юг.
Машел е председател на организацията „Партньорство за опазване на здравето на майките, новородени и деца“ и на видния консултативен съвет на Асоциацията на европейските парламентаристи с Африка.
Граса Машел е ректор на Университета в Кейптаун от 1999 г. насам. Става президент на Училището за източни и африкански изследвания в Лондонския университет през 2012 г. Назначена е през 2016 г. за ректор на Университета за африканско лидерство, на която длъжност остава.
Кариера
- Министър на Мозамбик по въпросите на образованието и културата (1975 – 1989)
- Председател на Националната организация на децата на Мозамбик
- Делегат за конференция на УНИЦЕФ в Зимбабве, 1998 г.
- Председател на Националната комисия за ЮНЕСКО
- Член на група видни личности на Общността на нациите
- Член на комитета на наградата „Ибрахим“ на Фондация „Мо Ибрахим“
- Ректор на Университета за африканско лидерство

Старейшините
На 18 юли 2007 г. в Йоханесбург, Южна Африка Нелсън Мандела, Граса Машел и Дезмънд Туту свикват Старейшините. Мандела обявява формирането по време на речта на 89-ия си рожден ден. Групата работи по тематични, както и географски теми. Приоритетните проблемни области на Старейшините включват Израелско-палестинския конфликт, Корейския полуостров, Судан и Южен Судан, устойчиво развитие и равенство за момичета и жени.
Основната работа на Машел в Старейшините е свързана с детските бракове, включително и основаването на Момичета, не булки - глобално партньорство на повече от 1000 организации на гражданското общество, ангажирани с прекратяването на детските бракове и осигуряване на възможност на момичетата да реализират своя потенциал.
Група за напредъка в Африка
Машел е член на група за напредъка на Африка, включваща 10 изтъкнати високопоставени личности, работеща за справедливо и устойчиво развитие в Африка. Всяка година Групата представя доклад, в който се очертава проблем с неотложно значение за континента и предлага набор от свързани политики.

## Личен живот
Симбини се омъжва за Самора Машел, първия президент на Мозамбик, през 1975 г. Имат 2 деца: Жосина и Маленгани. Самора Машел загива в самолетна катастрофа в Южна Африка през 1986 г.
Граса Машел се омъжва за втория си съпруг Нелсън Мандела в Йоханесбург на 18 юли 1998 г. на 80-годишния му юбилей. По онова време той е първият президент във времето на пост-апартейд в Република Южна Африка Южна Африка. Нейният съпруг Нелсън Мандела умира от пневмония на 5 декември 2013 г.

## Награди
- Хуманитарна награда на InterAction, 1997
- Голяма награда на CARE като резултат за дългогодишната ѝ работа в полза на децата[14]
- Звание „Герой на децата за последното десетилетие“ заедно с Нелсън Мандела от 7,1 милиона деца чрез глобално гласуване, организирано в рамките на образователната програма „Световна награда на децата“
- Хонорис кауза от Университета на Евора, Португалия на 14 ноември 2008 г.
- Почетна дама-командир на Ордена на Британската империя по искане на британския министър-председател Гордън Браун
- Почетен доктор по хуманните изкуства от Университета на Масачузетс през 2006 г.[15]
- Получава Световната награда на децата през 2005 г. заедно с Нелсън Мандела
- Доктор по философия хонорис кауза през март 2008 г. от Университета Стеленбош.[16]